# أوستويند
فلاك بانزر 4 «أوستويند» (بالألمانية[ ؟ ] : Ostwind) بمعنى «الرياح الشرقية» كانت مدفع ذاتي الحركة مضاد للطائرات، صنع على أساس دبابة بانزر 4 , تم تصنيع 45 منها، استخدمت في الحرب العالمية الثانية.

## وصلات خارجية
- Panzerworld Ostwind specifications
- Achtung Panzer article on Flakpanzer IV